# 江益镇
江益镇，是中华人民共和国江西省九江市共青城市下辖的一个乡镇级行政单位。

## 行政区划
江益镇下辖以下地区：
江益街社区、江益村、红林村、栗坂村、跃进村、荷塘村、爱国村、红星村、增垅村、南湖村、农林村、燕坊村、坪塘村、渔场、江益街社区、红林村、江益村、栗坂村、爱国村、跃进村、荷塘村、增垅村、南湖村、红星村、农林村和江益镇水产场生活区。

## 人物
知名科学家付巧妹出生于江益镇红林村。